# Barbarian On The Groove
Barbarian On The Groove（バーバリアン・オン・ザ・グルーヴ、通称BOG）は、日本の音楽制作ユニット（音楽クリエイターチーム）。
同人音楽活動としてオリジナル楽曲を作成し発売しているほか、アニメやPCゲームのBGMや主題歌を制作し提供している。

## 概要
2003年にwight・bassy・mo2の3名で活動を開始した。
一番の特徴としてオリジナルCDに多くのゲストボーカルを起用し、たびたび片霧烈火、霜月はるか、茶太、真理絵、Annabel、IKUなどのアーティストがゲストボーカルとして参加している。専属アーティストとしてカヒーナ、Miglen、が確認されているが、その他の専属アーティストの有無は不明である。
PCゲームを中心に商業作品にも楽曲提供しておりボーカル曲だけではなくBGMなどの製作も担当している。多くの楽曲はCD化はされずゲームのサウンドトラックのみの収録だったが2010年3月26日にPCゲームの主題歌、挿入歌、エンディング曲をまとめた「Barbarian On The Groove Works Collection」の発売をきっかけに、その後も同タイトルのナンバリング盤をリリースしている。
アニメには代表作としてジェネオンのアーティストIKUが歌う、とある魔術の禁書目録IIの挿入歌「Pray〜祈り〜」の作編曲を担当し、その収録アルバム「ROBE」のサウンドプロデュース及び全曲の作編曲も担当している。
2010年4月10日にbassyがソロ活動に専念することになり脱退した。
2014年4月19日にmo2、カヒーナの脱退がmo2のツイッターで発表され、翌日ブログに掲載された。同時にBarbarian On The Grooveの解散も発表されたが、こちらは誤りであり、後に同ブログにて訂正された。

## メンバー
- wight
- syow

### 元メンバー
- bassy (2010年4月10日脱退)
- mo2 (2014年4月19日脱退)

## 所属アーティスト
- カヒーナ (2014年4月19日脱退)
- Miglen

## ゲストボーカル
- 神楽猫ゆう
- 片霧烈火
- 古都美珠
- 霜月はるか
- 瀧沢一留
- 民安ともえ
- 茶太
- NAKI
- 真理絵
- みずさわゆうき
- Millie
- yuiko
- Rinko
- IKU
- 吉河順央
- 珠梨
- Riryka
- 璃杏
- Annabel
- 柳麻美

## オリジナルCD
- I've Sound Tribute(2003年12月26日発売)[1]

1. Wind and Wander(Black Hawk Down!) / 霜月はるか
2. 季節の雫(Declaration of war) / Rinko
3. Close to me...(Max bass) / 霜月はるか
4. YA・KU・SO・KU(Rules of Attraction) / 霜月はるか
5. ひとりごと(Hot winter) / 茶太
6. Wing my way(Upper world) / 茶太
7. 君よ優しい風になれ(More sweet) / Rinko
8. Philosopy(Twin turbo!!) / 茶太

- Flying Barbarian -フライング・バーバリアン–(2004年4月29日発売)[2]

1. Azure / 歌：霜月はるか / 作詞：wight / 作曲：bassy
2. Piece Of Planet / 歌：Miglen /作詞・作曲：wight
3. Bold As love / 歌：Rinko / 作詞：wight / 作曲：mo2
4. Feels Like Home / 歌：茶太 / 作詞・作曲：wight / 編曲：wight・bassy
5. All Of Me / 歌：Miglen /作詞：wight / 作曲：bassy / 編曲：mo2

- ELEGANTRONICA -エレガントロニカ–(2004年8月27日発売)

1. Elegantronica / 作曲：wight
2. The Resurrection / 歌：真理絵 / 作詞：wight / 作曲:bassy
3. Alphaville / 歌：Rinko / 作詞・作曲：wight
4. Inspiration / 歌：Miglen / 作詞：wight / 作曲：mo2
5. Epitaph / 歌：茶太 /作詞：wight / 作曲：bassy
6. Teorema / 歌：霜月はるか / 作詞：wight / 作曲：bassy
7. Mistake / 歌：茶太 / 作詞：wight / 作曲：bassy・mo2

- MELANCOLLAGE -メランコラージュ–(2004年12月30日発売)

1. 天国の扉 / 歌：Miglen＆Rinko / 作詞：wight / 作曲：bassy
2. 遙かなる空〜Pavane pour une infante defunte〜 / 歌：Millie / 作詞：wight / 編曲：bassy
3. 夕陽の旋律 / 歌：Miglen / 作詞：wight / 作曲：mo2
4. 白い月の夜 / 歌：茶太 / 作詞：wight / 作曲：mo2
5. バタフライ / 歌：真理絵 / 作詞：wight / 作曲：bassy・wight
6. 光の絆 / 歌：霜月はるか / 作詞：wight / 作曲：bassy

- TAOS PUEBLO -タオス・プエブロ–(2005年5月1日発売)

1. 深く眠れ / 歌：霜月はるか / 作詞：wight / 作曲：bassy
2. 丘陵想起 / 歌：片霧烈火 / 作詞:wight / 作曲：bassy
3. 風が流れる刹那 / 歌：茶太 / 作詞：wight / 作曲：bassy
4. マルディマグナ / 歌：真理絵 / 作詞：wight / 作曲：mo2・wight
5. 君に降る雨 / 歌：霜月はるか / 作詞：wight / 作曲：bassy
6. 荒野の霞 / 歌：真理絵 /作詞・作曲：wight

- モンド・ミュージカル -Le Monde Musical De Barbarian On The Groove–(2005年8月12日発売)

1. 蔑する運命 / 歌：真理絵
2. 孤独な太陽 / 歌：片霧烈火
3. 月の骨 / 歌：真理絵
4. 情熱の果て / 歌：Rinko
5. どこかではない、ここで / 歌：茶太
6. 或る少女の見た夢 / 歌：茶太
7. 風の詩 / 歌：みずさわゆうき
8. 枯れた花 / 歌：Miglen
9. 翡翠の翳り、混血の薔薇 / 歌：霜月はるか
10. カタルシス / 歌：茶太

- Seven -セブン–(2006年4月29日発売)

1. 天使の翼 / 歌：茶太 /作詞：wight / 作曲：bassy
2. 無限 / 歌：みずさわゆうき /作詞：mo2 / 作曲：mo2
3. インターナル / 歌：カヒーナ/作詞：mo2 / 作曲：mo2
4. まだ見ぬ明日 / 歌：みずさわゆうき /作詞：wight / 作曲：bassy
5. メモラビリア / 歌：Rinko /作詞：wight / 作曲：wight
6. カディス / 歌：片霧烈火 /作詞：wight / 作曲：bassy
7. 流星からあと何歩 / 歌：真理絵 /作詞：wight / 作曲：bassy
8. 空が落ちる -instrumental- /作曲：bassy
9. セブンスマディ / 歌：真理絵 /作詞：wight / 作曲：wight
10. 繋がる世界 / 歌：霜月はるか /作詞：wight / 作曲：bassy

- Dragon Valley -Twilight- <龍谷の黄昏>(2006年8月20日発売)

1. Theme of Dragon Valley　-instrumental- / 作曲：bassy
2. トルバドール / 歌：霜月はるか / 作詞：wight / 作曲：bassy
3. 永遠の詩 -トワノウタ- / 歌：ゆいこ / 作詞・作曲：wight
4. 英雄達の肖像 / 歌：カヒーナ / 作詞・作曲：mo2
5. 風と黄昏 / 歌：真理絵 / 作詞：wight / 作曲：bassy
6. 求める者 / 歌：茶太 / 作詞・作曲：mo2
7. ヴェルダージ / 歌：瀧沢一留 / 作詞：wight / 作曲：bassy
8. 天啓とオラトリ / 歌：NAKI / 作詞：wight / 作曲：bassy
9. 楽園の瑕 / 歌：霜月はるか / 作詞・作曲：wight
10. フラジリア / 歌：片霧烈火 / 作詞：wight / 作曲：bassy

- Dragon Valley -Misterio- <龍谷の幻想>(2006年12月31日発売)

1. 古の在処 -イニシエノアリカ- / 歌：霜月はるか / 作詞：wight / 作曲：bassy
2. 星降る夜 / 歌：Rinko / 作詞・作曲：wight
3. 奇跡と共に / 歌：神楽猫ゆう / 作詞・作曲：mo2
4. 時の地図 / 歌：ゆいこ / 作詞・作曲：mo2
5. 変り行く世界のために / 歌：茶太 / 作詞・作曲：bassy
6. 風と旅人 / 歌：瀧沢一留 / 作詞：wight / 作曲：bassy
7. A.M. -instrumental- / 作曲：bassy
8. オメガスロープ / 歌：片霧烈火 / 作詞：wight / 作曲：bassy
9. 刻まれる足跡 / 歌：カヒーナ / 作詞：wight / 作曲：bassy
10. 狼煙 / 歌：真理絵 / 作詞・作曲：wight

- コスモス -変調する世界–(2007年4月29日発売)

1. 未来までイルミネイト / 歌：Miglen
2. ファンタスティック・ナーヴ / 歌：茶太
3. 恋する季節 / 歌：真理絵
4. 偶然の出来事 / 歌：茶太
5. Ring / 歌：神楽猫ゆう
6. KOSMOS -instrumental-
7. 百万年ダイアリー / 歌：Rinko
8. 夜明けのコスモ / 歌：カヒーナ
9. Beauty / 歌：Miglen
10. ココロノママデ / 歌：霜月はるか

- Dragon Valley -Arco-Iris- <龍谷の虹>(2007年8月17日発売)

1. エテルノ・ソルダン / 歌：霜月はるか / 作詞：wight / 作曲：bassy
2. 哮る祈り　願いよ届け / 歌：カヒーナ / 作詞・作曲：mo2
3. 涙の跡 / 歌：Rinko / 作詞・作曲：wight
4. 宵に叶わず / 歌：瀧沢一留 / 作詞：wight / 作曲：bassy
5. 守るべきモノとは / 歌：片霧烈火 / 作詞・作曲：mo2
6. グレイ・ヘヴンズ / 歌：NAKI / 作詞：wight・NAKI / 作曲：bassy
7. Cloudiness -instrumental- / 作曲：bassy
8. ブランカとガブリエル / 歌：真理絵 / 作詞・作曲：wight
9. 見果てぬ永劫 / 歌：カヒーナ / 作詞：wight / 作曲:bassy
10. 泡沫 -ウタカタ- / 歌：茶太 / 作詞：wight / 作曲：bassy

- Petroglyph -ペトログリフ–(2007年12月31日発売)

1. 名もなき鳥 / 歌：霜月はるか / 作詞・作曲：bassy
2. 永遠を灯す光 / 歌：真理絵 / 作詞・作曲：wight
3. グッド・バイ / 歌：みずさわゆうき / 作詞・作曲：bassy
4. それぞれの終わり / 歌：Miglen / 作詞・作曲：bassy
5. 祈る雨 / 歌：茶太 / 作詞・作曲：wight
6. ユメオイ / 歌：瀧沢一留 / 作詞・作曲：bassy
7. アヤカシ / 歌：神楽猫ゆう / 作詞・作曲：mo2
8. Bows & Arrows -instrumental- / 作曲：wight
9. 証となる何か / 歌：古都美珠 / 作詞・作曲：mo2
10. ベレロフォン / 歌：カヒーナ / 作詞：wight / 作曲：bassy
11. 嘆きの風 / 歌：霜月はるか / 作詞・作曲：wight
12. 燐光 / 歌：茶太 / 作詞・作曲：bassy
13. 変革の時 / 歌：カヒーナ / 作詞・作曲：mo2

- Classics plus – 01(2008年4月18日発売)[3]

1. 揺るぎない空 / 歌：古都美珠 / 作詞・作曲：wight
2. Azure / 歌：霜月はるか
3. Piece Of Planet / 歌：Miglen
4. Bold As Love / 歌：Rinko
5. Feels Like Home / 歌：茶太
6. All Of Me / 歌：Miglen
7. 風の吹くままに / 歌：みずさわゆうき / 作詞・作曲：bassy
8. Elegantronica -instrumental-
9. The Resurrection / 歌：真理絵
10. Alphaville / 歌：Rinko
11. Inspiration / 歌：Miglen
12. Epitaph / 歌：茶太
13. Teorema / 歌：霜月はるか
14. Mistake / 歌：茶太
15. メロパケット / 歌：カヒーナ / 作詞・作曲：mo2

- Classics plus – 02(2008年5月11日発売)[4]

1. パルス / 歌：茶太 / 作詞・作曲：wight
2. 天国の扉 / 歌：Miglen
3. 遥かなる空〜Pavane pour une infante defunte〜 / 歌：Millie
4. 夕陽の旋律 / 歌：Miglen
5. 白い月の夜 / 歌：茶太
6. バタフライ / 歌：真理絵
7. 光の絆 / 歌：霜月はるか
8. スマッシュ / 歌：ゆいこ / 作詞・作曲：bassy
9. 深く眠れ / 歌：霜月はるか
10. 丘陵想起 / 歌：片霧烈火
11. 風が流れる刹那 / 歌：茶太
12. マルディマグラ / 歌：真理絵
13. 君に降る雨 / 歌：霜月はるか
14. 荒野の霞 / 歌：真理絵
15. コン グランデッツァ / 歌：Miglen / 作詞・作曲：mo2

- El Fin De La Infancia 〜終焉と覚醒〜(2008年8月16日発売)

1. CHILDHOOD'S END / 歌：カヒーナ / 作詞・作曲・編曲：bassy
2. 回転木馬エスケープ / 歌：Miglen / 作詞・作曲・編曲：bassy
3. 蒼い月 / 歌：神楽猫ゆう / 作詞・作曲・編曲：mo2
4. タナトス / 歌：ゆいこ / 作詞・作曲・編曲：wight
5. Here There / 歌：茶太 / 作詞・作曲・編曲：bassy
6. 偽りの孤独 / 歌：瀧沢一留 / 作詞：wight / 作曲・編曲：bassy
7. ジブラルタル / 歌：真理絵 / 作詞・作曲・編曲：wight
8. 眠る痕跡 / 歌：カヒーナ / 作詞・作曲・編曲：wight
9. 決別 / 歌：Miglen / 作詞・作曲・編曲：mo2
10. ハザマ / 歌：片霧烈火 / 作詞・作曲・編曲：mo2
11. 走ってゆく / 歌：霜月はるか / 作詞・作曲・編曲：bassy

- POROROCK(2009年7月10日発売)

1. ジャンボリー / 歌：カヒーナ / 作詞・作曲・編曲：bassy
2. Overheat / 歌：真理絵 / 作詞・作曲・編曲：wight
3. ルーズィー / 歌：カヒーナ / 作詞・作曲・編曲：mo2
4. 夏色アワロード / 歌：古都美珠 / 作詞・作曲・編曲：mo2
5. Stellato／星空 / 歌：Miglen / 作詞・作曲・編曲：wight
6. Marudemirai / 歌：真理絵 / 作詞・作曲・編曲：wight
7. 素顔のままで / 歌：Miglen / 作詞・作曲・編曲：mo2
8. どうしてなの？ / 歌：古都美珠 / 作詞・作曲・編曲：bassy
9. 勇敢に走り続けて / 歌：茶太 / 作詞・作曲・編曲：bassy
10. RAINBOW RACE / 歌：民安ともえ / 作詞・作曲・編曲：bassy

- op.Comrade (ベストセレクション集)(2009年12月30日発売)
  - op.Comrade 01 feat.霜月はるか

  1. 光の絆
  2. 翡翠の翳り、混血の薔薇
  3. 彷徨える光と影
  4. 繋がる世界
  5. 夢宿る軌跡
  6. トルバドール
  7. Fractal Azure
  8. 楽園の瑕
  9. 刻の涙
  10. 君に降る雨
  11. エテルノ・ソルダン
  12. サエギルミライ
  13. 深く眠れ

  - op.Comrade 02 feat.真理絵

  1. ジブラルタル
  2. 荒野の霞
  3. 狼煙
  4. 永遠を灯す光
  5. 風と黄昏
  6. マルディマグラ
  7. バタフライ
  8. 蔑する運命
  9. 愚者の蛮勇
  10. ブランカとガブリエル
  11. 流星まであと何歩
  12. THE RESURRECTION
  13. 月の骨
  14. セブンスマディ
  15. 心のラプチャー

  - op.Comrade 03 feat.茶太

  1. 泡沫 -ウタカタ-
  2. 白い月の夜
  3. Feels Like Home
  4. どこかではない、ここで
  5. 風が流れる刹那
  6. 祈る雨
  7. カタルシス
  8. 天使の翼
  9. 求める者
  10. 変わり行く世界のために
  11. ファンタスティック・ナーヴ
  12. MISTAKE
  13. パルス
  14. 或る少女の見た夢
  15. 燐光

  - op.Comrade 04 feat.Various Divas

  1. インターナル / カヒーナ
  2. グッド・バイ / みずさわゆうき
  3. 情熱の果て / Rinko
  4. 遥かなる空〜Pavane pour une infante defunte〜 / Millie
  5. 守るべきモノとは / 片霧烈火
  6. 枯れた花 / Miglen
  7. 永遠の詩 -トワノウタ- / ゆいこ
  8. 風と旅人 / 瀧沢一留
  9. 天啓とオラトリオ / Naki
  10. 蒼い月 / 神楽猫ゆう
  11. 孤独な太陽 / 片霧烈火
  12. 風の詩 / みずさわゆうき
  13. メロパケット / カヒーナ
  14. 証となる何か / 古都美珠
  15. 回転木馬エスケープ / Miglen
- Barbarian On The Groove Works Collection (PCゲーム音楽集)(2010年3月26日発売)
  - Disc-01

  1. 真実の翼-サダメのツバサ- / 歌：カヒーナ
  2. 響きあう夜を抜けて / 歌：真理絵
  3. 君と二人で… / 歌：茶太
  4. Only For You / 歌：カヒーナ
  5. The Divinity / 歌：カヒーナ
  6. Heavenwards / 歌：茶太
  7. 雪の羽 時の風 / 歌：茶太
  8. Only For You (Remix) / 歌：カヒーナ
  9. 雪の羽 時の風 (Remix) / 歌：茶太

  - Disc-02

  1. Guardian Heart / 歌：真理絵
  2. 明日へ / 歌：古都美珠
  3. ジニアスリズム / 歌：Miglen
  4. 無限キャンバス / 歌：Miglen
  5. reach for / 歌：真理絵
  6. 銀河のファンタジー / 歌：Miglen
  7. ラブ・パラダイス / 歌：片霧烈火
  8. Guardian Heart (Remix) / 歌：真理絵
  9. Three Elephants One Turtle  / 歌：カヒーナ
- Barbarossa (2011年8月13日発売)

1. シゾフレニア / 歌：カヒーナ / 作詞・作曲・編曲：wight
2. Luminous-alpha / 歌：IKU / 作詞：wight / 作曲・編曲：mo2
3. Interludio I (Instrumental) / 作曲・編曲：wight
4. Bailarina Loca / 歌：吉河順央 / 作詞・作曲・編曲：wight
5. Roh Lee Ram Dah Lin Gay Nah Vahh / 歌：珠梨 / 作詞：wight / 作曲・編曲：syow
6. イーリアス、そしてレムリア / 歌：古都美珠 / 作詞：wight / 作曲・編曲：syow
7. Interludio II (Instrumental) / 作曲・編曲：syow
8. 空のサーフィン / 歌：真理絵 / 作詞：wight / 作曲・編曲：syow
9. ソル・エンティティ / 歌：璃杏　/　作詞：wight / 作曲・編曲：mo2
10. Double Moon, World Fusion / 歌：Riryka & 真理絵 / 作詞・作曲・編曲：wight
11. Interludio III(Instrumental) / 作曲・編曲：mo2
12. 22個のシュルティ / 歌：IKU & カヒーナ / 作詞：wight / 作曲・編曲：mo2

- Barbarian On The Groove Works Collection 2nd(PCゲーム音楽集)(2011年9月22日発売)

1. アンリミテッド / 歌:真理絵
2. Happy Phonogram / 歌:榊原ゆい
3. 楽園のメタファー / 歌:片霧烈火
4. ほらね / 歌:茶太
5. コンフォート / 歌:榊原ゆい
6. 優しい時間 / 歌:霜月はるか
7. パラダイムシフト / 歌:片霧烈火
8. Brust! / 歌:璃杏 / Voice:鈴原知花
9. グルッポ / 歌:茶太
10. Naturally / 歌:真理絵
11. サイレントコード / 歌:璃杏
12. 闇に落ちる涙 / 歌:カヒーナ
13. Nano Universe / 歌:片霧烈火

- apriori(2011年12月31日発売)

1. ステラ・ノヴァ(Instrumental) / 作曲・編曲:wight
2. Innovations Lie / 歌:IKU / 作詞・作曲・編曲:mo2
3. 生誕のファサード / 歌:Annabel / 作詞・作曲・編曲:wight
4. 多重整列(Instrumental) / 作曲・編曲:mo2
5. カラキテ / 歌:吉河順央 / 作詞・作曲・編曲:mo2
6. 箱庭の檻 / 歌:真理絵 / 作詞・作曲・編曲:syow
7. Stack Overflow(Instrumental) / 作曲・編曲:syow
8. Alternative Zero -オルタナティブ・ゼロ- / 歌:IKU / 作詞・作曲・編曲:wight
9. マキナ・クラスター - Machina Cluster / 歌:カヒーナ / 作詞:wight / 作曲・編曲:syow

- 一角獣の謎 -Mystery of the Unicorn-(2012年10月28日発売)

1. ウェンカムイ - 伝承歌 - / 歌:霜月はるか / 作詞・作曲・編曲:wight
2. グレア/眩輝 / 歌:IKU /  歌:霜月はるか / 作詞・作曲・編曲:wight
3. ベル・アンティーク / 歌:やなぎなぎ / 作詞・作曲・編曲:wight
4. 深淵のディラック /  歌:カヒーナ / 作詞:wight / 作曲・編曲:wight & mo2
5. ウェンカムイ -Riprise- / 作曲:wight / 編曲:mo2
6. グレア/眩輝(Instrumental)
7. ベル・アンティーク(Instrumental)
8. 深淵のディラック(Instrumental)

- 一角獣に宿る夢 - Moonlit Phantom -(2012年12月31日発売)

1. 繭 - 月光 - / 歌：カヒーナ / 作詞・作曲・編曲：wight
2. ウラ・ミテリト・ルキア / 歌：真理絵 / 作詞・作曲・編曲：wight
3. Core Mind (instrumental) / 作曲・編曲：wight
4. エウロパ / 歌:IKU / 作詞・作曲：wight / 編曲:mo2
5. わが唯一の望み / 歌:真理絵 / 作詞・作曲：wight / 編曲:mo2
6. 内なる惑星 (instrumental) / 作曲・編曲：mo2
7. 空飛ぶ色彩 / 歌：Annabel / 作詞・作曲・編曲：wight
8. Fear The Future / 歌：カヒーナ  / 作曲：wight / 作曲・編曲：mo2
9. 月影 - tsukikage - / 歌：IKU  / 作曲：wight / 作曲・編曲：mo2
10. 繭 - 月下 - / 歌：Annabel / 作詞・作曲・編曲：wight

- "Bandersnatch"- 神に召されし獣～バンダースナッチ -(2013年8月12日発売)

1. 神に召されし獣 / 歌：カヒーナ / 作詞・作曲・編曲：wight
2. Bandersnatch / バンダースナッチ / 歌：カヒーナ / 作詞・作曲・編曲：wight
3. ガーデンウォール / 歌：真理絵 / 作詞・作曲・編曲：wight
4. マレウレウ / 歌：珠梨  / 作曲：wight / 作曲・編曲：mo2
5. 破片 (instrumental)
6. Bandersnatch / バンダースナッチ(instrumental)
7. ガーデンウォール(instrumental)
8. マレウレウ(instrumental)

- "Mithrandir"- ミスランディア～天に召されし獣 -(2014年8月17日発売)

1. Dragon Valley Arise / 歌：カヒーナ / 作詞・作曲・編曲：wight
2. 壊 - kai - / 歌：カヒーナ / 作詞・作曲・編曲：wight
3. 現世の夢、来世の現実 (instrumental) / 作曲・編曲：wight
4. 幻 - maboroshi - / 歌：IKU / 作詞：wight / 作曲・編曲：mo2
5. From Zero To Zero (instrumental) / 作曲・編曲：mo2
6. Black Pear / 歌：真理絵 / 作詞：wight / 作曲・編曲：syow
7. エウロパアイル / 歌：IKU / 作詞・作曲・編曲：wight
8. 闇は彼方へ… / 歌：IKU / 作詞・作曲・編曲：wight
9. 雨の音が虹を呼ぶ - Real Form - / 歌：霜月はるか / 作詞・作曲・編曲：wight
10. ウェンカムイ - 原始初めに我ありき - / 歌：真理絵 / 作詞・作曲・編曲：wight

## フィーチャリングCD
- Diorama-Shade - ジオラマ・シェイド
  - ヴォーカリスト：霜月はるか

2005年12月29日発売
1. サエギルミライ / 作詞:wight / 作曲：bassy
2. Fractal Azure / 作詞：wight / 作曲：bassy
3. 夢宿る軌跡 / 作詞・作曲：mo2
4. マギ / 作詞・作曲：wight
5. 幻影の帷 / 作詞：wight / 作曲：bassy
6. 追憶の鐘 / 作詞・作曲：mo2
7. 楽園 / 作詞：wight / 作曲：bassy
8. 彷徨える光と影 / 作詞：wight / 作曲：bassy
9. 愛と呼ばれるもの / 作詞・作曲：wight
10. 刻の涙 / 作詞：wight / 作曲：bassy

- Ars Combinatoria -　アルス・コンビナトリア
  - ヴォーカリスト：真理絵

2008年11月28日発売
1. 心のラプチャー / 作詞・作曲：wight
2. 愚者の蛮勇 / 作詞・作曲：wight
3. 舞い降りる天使 / 作詞・作曲：mo2
4. 僕等は闇を駆けて / 作詞・作曲：bassy
5. カルマ / 作詞・作曲：wight
6. 響き合う夜を抜けて -full japanese version- / 作詞・作曲：wight
7. マテマティカ -学ばれるべきもの- / 作詞・作曲：wight
8. 爪痕 / 作詞・作曲：mo2
9. 君の温度 / 作詞・作曲：bassy
10. 諍えぬ涙 / 作詞・作曲：wight

- カヒーナ・ムジカ
  - ヴォーカリスト：カヒーナ

2009年1月30日一般発売(C75 2008年12月29日先行発売)
1. ポコアポコ / 作詞・作曲・編曲：bassy
2. DIVIDE / 作詞・作曲・編曲：bassy
3. 光る影 / 作詞・作曲・編曲：wight
4. 偽りの虹 -Fake Rainbow- / 作詞・作曲・編曲：wight
5. スピリットボンド / 作詞・作曲・編曲：mo2
6. サイレントダンス / 作詞・作曲・編曲：mo2
7. 愛の証 / 作詞・作曲・編曲：mo2
8. さよなら世界 -Adios El Mundo- / 作詞・作曲・編曲：wight
9. この風にのせて / 作詞・作曲・編曲：bassy
10. 未完成の詩 / 作詞・作曲・編曲：bassy

- カヒーナ・ムジカ『鯨』
  - ヴォーカリスト：カヒーナ

2009年9月9日一般発売(C76 2009年8月15日先行発売)
1. モノクローム・スパイラル
2. プロヴィデンス
3. IDEAL WORLD
4. 微唾みの中で
5. 変色
6. 足枷
7. フロンティア
8. ソラミ・マーチ
9. Riminder
10. ジャングル

- B.O.G. versus Marie - Arcana Integral -  アルカナ・インテグラル
  - ヴォーカリスト : 真理絵

2010年5月13日一般発売（M3 2010年5月5日先行発売）
1. ディヴァイン・スピリット / 作詞・作曲・編曲：mo2
2. Eternal Echo / 作詞・作曲：wight / 編曲：syow & mo2
3. ストレイライナー / 作詞：wight / 作曲：syow / 編曲：syow & mo2
4. モナルキア / 作詞・作曲・編曲：mo2
5. Gate Of The Eden / 作詞・作曲・編曲：mo2
6. 偽りの瞳 / 作詞：wight / 作曲：syow / 編曲：syow & mo2
7. Teardrop / 作詞：wight / 作曲：mo2 / 編曲：syow & mo2
8. キリエ / 作詞・作曲・編曲：wight
9. 夜空の果てまでも / 作詞・作曲・編曲:wight

## 楽曲提供
- とある魔術の禁書目録II
  - 挿入歌「Pray～祈り～」　作詞・歌：IKU / 作曲：Barbarian On The Groove
- 暁の護衛〜罪深き終末論〜 (しゃんぐりら)
  - エンディング曲「永劫回帰」 歌：カヒーナ / 作詞・作曲・編曲：wight
  - エンディング曲「永遠の孤独」 歌：璃杏 / 作詞：wight / 作曲・編曲：mo2
- 暁の護衛〜プリンシパルたちの休日〜 (しゃんぐりら)
  - 主題歌「Guardian Heart」 歌：真理絵 / 作詞・作曲・編曲：wight
  - エンディング曲「明日へ」 歌：古都美珠 / 作詞：wight / 作曲・編曲：mo2
- レミニセンス (てぃ〜ぐる)
  - 主題歌「やがて消える幻でも」 歌：榊原ゆい / 作詞・作曲：wight / 編曲：Barbarian On The Groove
  - 2nd主題歌「幻影ノスタルジア」 歌：カヒーナムジカ / 作詞：wight / 作曲・編曲：mo2, wight
  - エンディングテーマ「未来をつなぐ記憶の欠片」 歌：Barbarian On The Groove feat. 霜月はるか / 作詞：wight / 作曲・編曲：mo2
- レミニセンス Re：Collect (てぃ〜ぐる)
  - 主題歌「”光あれ”と願う心を」 歌：榊原ゆい / 作詞・作曲・編曲：wight
- Alter Ego (Reactor)
  - 主題歌「Alter Ego」 歌：カヒーナ / 作曲・編曲：bassy / 作詞 : George "Chumly" Cockle
- アルテミスブルー (あっぷりけ-妹-)
  - 主題歌「Artemis Blue」 歌：真理絵 / 作詞：wight / 作曲・編曲：syow
  - 2ndオープニング曲「Universalia」 歌：霜月はるか / 作詞・作曲・編曲：wight
  - エンディング曲「昨日・今日・明日」 歌：古都美珠 / 作詞：wight / 作曲・編曲：mo2
- 置き場がない! (あかべぇそふとつぅ)
  - 挿入歌「ヤルセナイザー音頭」 歌：カヒーナ / 作詞：wight / 作曲・編曲：mo2
- かしましコミュニケーション (AXL)
  - 主題歌「ほらね」 歌：茶太 / 作詞：wight / 作曲・編曲：mo2
  - エスト・フラグレンスED曲「Naturally」 歌：真理絵 / 作詞：wight / 作曲・編曲：mo2
- ガチ乙女クインテット (teamIt's みんと)
  - 主題歌「reach for」 歌：真理絵 / 作詞・作曲・編曲：wight
- キミの声がきこえる (AXL)
  - 主題歌「プチタミ」 歌：茶太 / 作詞・作曲・編曲：bassy
  - 敷島桜ED曲「サクライロ」 歌：霜月はるか / 作詞・作曲・編曲：mo2
  - 南野泉ED曲「ロンド」 歌：真理絵 / 作詞・作曲・編曲：wight
  - 飯島美由紀ED曲「ひだまりの夢」 歌：片霧烈火 / 作詞・作曲・編曲：mo2
- 恋色空模様 (すたじお緑茶)
  - エンディング曲「グラフティー」 歌：霜月はるか / 作詞・作曲・編曲：bassy
- 恋ではなく ―― It's not love, but so where near. (しゃんぐりらすまーと)
  - 主題歌「ReflectionS」 歌：カヒーナ / 作詞：wight / 作曲・編曲：mo2・wight
- コミュ-黒い竜と優しい王国- (暁WORKS)
  - エンディング曲「その光」歌：鈴原知花 / 作詞・作曲・編曲：bassy
- 才気煥発才色兼備の君たちへ (あっぷりけ-妹-)
  - 主題歌「ジニアスリズム」 歌：Miglen / 作詞：mo2 / 作曲・編曲：mo2
  - エンディング曲「無限キャンバス」 歌：Miglen / 作詞：bassy / 作曲・編曲：bassy
- シークレットゲーム CODE:Revise
  - 主題歌「Dread Answer」 歌：ぐるたみん / 作詞・作曲・編曲：wight
- G線上の魔王 (あかべぇそふとつぅ)
  - エンディング曲「雪の羽　時の風」 歌：茶太 / 作詞：wight / 作曲・編曲：bassy
  - キャラクターソング「涙の雨」 歌：宇佐美ハル(瑞沢渓) / 作詞：wight / 作曲・編曲：bassy
  - キャラクターソング「ハピネス」 歌：宇佐美ハル(瑞沢渓) / 作詞：wight / 作曲・編曲：mo2
- シキガミ (あかべぇそふとつぅTRY)
  - 主題歌「影を光に光を影に」 歌：真理絵 / 作詞：wight / 作曲・編曲：mo2
- SIN 黒朱鷺色の少女 (Studio Mebius)
  - 主題歌「Force Deadly Sin」 歌：カヒーナ+霜月はるか / 作詞：wight / 作曲・編曲：bassy
  - エンディング曲「風の彼方へ」 歌：霜月はるか / 作詞：wight / 作曲・編曲：mo2
  - キャラクターソング「完全無敵の恋ゴコロ」 歌：民安ともえ / 作詞：wight / 作曲・編曲：mo2
- Skyprythem (Armonica)
  - 挿入歌「泣いてる雲と優しい雨」 歌：茶太 / 作詞・作曲・編曲：bassy
  - エンディング曲「虹色ソナタ」 歌：茶太 / 作詞・作曲・編曲：bassy
- W.L.O.世界恋愛機構 (あかべぇそふとつぅ)
  - 主題歌「ラブパラダイス」 歌：片霧烈火 / 作詞：wight / 作曲・編曲：bassy
  - 久坂愛奈ED曲「Everywhere With You」 歌：霜月はるか / 作詞・作曲・編曲：bassy
  - 五百倉蛍ED曲「Richesses」 歌：カヒーナ / 作詞：wight / 作曲・編曲：mo2
  - サラサ・クレイン・フェミルナED曲「カケガエノナイモノ」 歌：真理絵 / 作詞・作曲・編曲：wight
  - 早川優梨子ED曲「妄想 Let's Go!!」 歌：茶太 / 作詞・作曲・編曲：bassy
  - 依那ED曲「Lovely Rocket」 歌：Miglen / 作詞・作曲・編曲：wight
- W.L.O.世界恋愛機構 L.L.S. -LOVE LOVE SHOW- (あかべぇそふとつぅ)
  - 主題歌「Dreamin'」 歌：鈴原知花 / 作詞・作曲・編曲：bassy
- DEVILS DEVEL CONCEPT (暁WORKS)
  - 主題歌「The Divinity」 歌：カヒーナ / 作詞：wight / 作曲・編曲：wight
  - 挿入歌「Heavenwards」 歌：茶太 / 作詞：wight / 作曲・編曲：bassy
- Happy Wardrobe (Shallot)
  - 主題歌「コンフォート」 歌：榊原ゆい / 作詞：wight / 作曲・編曲：mo2
  - イメージソング「Happy Phonogram」 歌：榊原ゆい / 作詞：wight / 作曲・編曲：mo2
- BALDR SKY Dive1 (戯画)
  - 挿入歌「Paradigm Shift」 歌：片霧烈火 / 作詞：wight / 作曲・編曲：mo2
- BALDR SKY Dive2 (戯画)
  - エンディング曲「Nano Universe」 歌：片霧烈火 / 作詞・作曲・編曲：wight
- BALDR SKY DiveX (戯画)
  - 主題歌「楽園のメタファー」 歌：片霧烈火 / 作詞：wight / 作曲・編曲：syow
- Hello,good-bye (Lump of Sugar)
  - エンディング曲「unnamed place」 歌：霜月はるか / 作曲・編曲：syow / 作詞：澄田まお
- 〜パンツを見せること、それが……〜大宇宙の誇り (WHEEL)
  - 主題歌「銀河のファンタジー」 歌：Miglen / 作詞：wight / 作曲・編曲：mo2
- ひのまるっ (WHEEL)
  - 主題歌「Hinomaruuuuuurrrrry」 歌：鈴原知花 / 作詞・作曲・編曲：mo2
  - エンディング曲「恋人のツヨサで」 歌：金松由花 / 作詞・作曲・編曲：bassy
- フェイクアズール・アーコロジー (あっぷりけ-妹-)
  - 主題歌「アンリミテッド」 歌：真理絵 / 作詞・作曲・編曲：wight
- ぶら ぶら (WHEEL)
  - 主題歌「Burst!」 歌：璃杏 / 作詞：wight / 作曲・編曲：mo2
- ヘリオトロープ (Hatena)
  - 主題歌「闇に落ちる涙」 歌：カヒーナ / 作詞：wight / 作曲・編曲：bassy
- 放課後は白銀の調べ (dimple)
  - 主題歌「Movin'」 歌：谷山紀章 / 作詞：wight / 作曲・編曲：mo2
  - エンディング曲「フォトグラフ」 歌：茶太 / 作詞：wight / 作曲・編曲：bassy
- 僕がサダメ 君には翼を。 (暁WORKS)
  - 主題歌「真実の翼―サダメのツバサ」 歌：カヒーナ / 作詞：wight / 作曲・編曲：bassy
  - エンディング曲「君と二人で…」 歌：茶太 / 作詞・作曲・編曲：mo2
  - 挿入歌「響きあう夜を抜けて」 歌：真理絵 / 作詞・作曲・編曲：wight
- 民族淫嬢 (暁WORKS-黒-)
  - 主題歌「Only For You」 歌：カヒーナ / 作詞：wight / 作曲・編曲：mo2
- Like a Butler (AXL)
  - 主題歌「グルッポ」 歌：茶太 / 作詞・作曲・編曲：bassy
  - エンディング曲「優しい時間」 歌：霜月はるか / 作詞：wight / 作曲・編曲：mo2
- 恋騎士 Purely☆Kiss(エフォルダムソフト)
  - 主題歌「Dream Catcher」 歌:カヒーナ / 作詞:wight / 作曲:mo2 / 編曲:Barbarian On The Groove
  - 2ndエンディング「Embracing」 歌:古都美珠 / 作詞:wight / 作曲・編曲:syow
- ひよこストライク！(Ex-iT)
  - 主題歌 「ひながた」 歌:鈴原知花 / 作詞・作曲・編曲:mo2
  - エンディング「またいつか」 歌:カヒーナ / 作詞:wight / 作曲・編曲:syow
- HOTEL.(暁WORKS-黒-)
  - 主題歌「リフレット」 歌:カヒーナ / 作詞:wight / 作曲・編曲:mo2
  - エンディング「太陽の欠片」 歌:アリス・ルシアstarring小倉結衣、サラ・コルトレーンstarring有栖川みや美 / 作詞:wight / 作曲・編曲:mo2
- 揺り籠より天使まで(暁WORKS-黒-)
  - 主題歌「Legal Nightmare」 歌:カヒーナ / 作詞:wight / 作曲:mo2 / 編曲:mo2、wight
- イズナ斬審剣(暁WORKS-黒-)
  - 主題歌「華散ル宵ニ風ヲ誘イテ」歌:カヒーナ / 作詞:wight / 作曲:mo2 / 編曲:mo2、wight

## BGM
太字は全BGMを製作
- 暁の護衛〜罪深き終末論〜
- 暁の護衛〜プリンシパルたちの休日〜
- レミニセンス
- レミニセンス Re：Collect
- アンバークォーツ
- SIN 黒朱鷺色の少女 (ボーカル曲1曲のみ民安★ROCKが製作)
- Scarlett
- 才気煥発才色兼備の君たちへ
- サナララ
- 鉄腕がっちゅ!
- DEVILS DEVIEL CONCEPT
- ナツメグ
- BALDR SKY
- 姫さまっ、お手やわらかに!
- 僕がサダメ 君には翼を
- 民族淫嬢
- ミンナノウタ
- むすんで、ひらいて
- ラムネ
- レクタンドール戦記 レヴォラシオン 〜紋章の記憶〜
- レコンキスタ
- 恋騎士 Purely★Kiss
- HOTEL.
- マテリアルブレイブ